# Потелещенко Олексій Олександрович
Олексій Олександрович Потелещенко (рос. Алексей Александрович Потелещенко; 3 грудня 1976, Біляївка, Одеська область, УРСР — 3 лютого 2024, Лисичанськ, Україна) — український колаборант з Росією, «міністр» надзвичайних ситуацій «ЛНР» (2023—2024). Громадянин Росії.

## Життєпис
Народився на Одещині 1976 року, 1998 року закінчив Харківський військовий університет за спеціальністю «бойове застосування озброєння та засобів військ РХБ захисту», кваліфікація — офіцер військового управління тактичного рівня.
До окупації Луганської області у 2014 році працював на різних посадах у Головному управлінні Державної служби України з надзвичайних ситуацій у регіоні.
Після захоплення регіону бойовиками підтримав угруповання «ЛНР», 2019 року одержав російський паспорт.
У вересні 2023 року призначений на посаду глави «МНС ЛНР», до цього працював у лавах так званої Народної міліції самопроголошеної ЛНР і очолював пожежно-рятувальний загін Міністерства надзвичайних ситуацій Росії у ЛНР.

### Смерть
За повідомленням російських ЗМІ загинув в Лисичанську 3 лютого 2024 року після ніби-то обстрілу місцевої пекарні з боку Збройних сил України.
За даними радника мера Маріуполя Петра Андрющенка, удар провели по ресторану «Adriatic», а пекарня, яку, за даними росіян, було знищено, знаходиться поряд із рестораном, але лишилася неушкодженою. Окупанти харчувалися й радилися у цьому ресторані, пекарня почала функціонувати вже після окупації міста. 
Журналісти Reuters проаналізували відео з місця події і прийшли до висновку, що приліт був по ресторану «Adriatic».
Потелещенко святкував у ресторані день народження «депутата» Івана Жушми. За даними російських ЗМІ, від вибуху загинуло 28 людей.
У кафе разом із Потелещенком було багато «силовиків» окупаційної влади, які майже всі були ліквідовані.

## Нагороди
- Медаль «За оборону Луганська» ( Луганська народна республіка)[10]
- Медаль «За вірність Росії» ( Росія)[10]